# Туалетний гумор

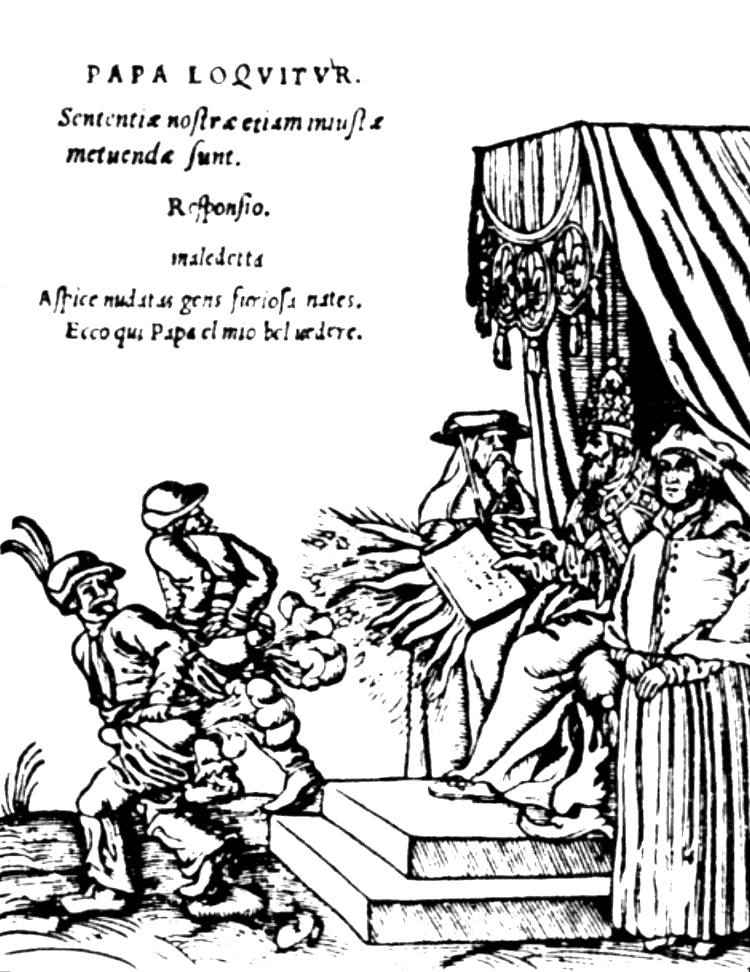
Із серії ксилографій (1545 рік), яку зазвичай називають Papstspotbilder або Papstspottbilder німецькою мовою чи «Зображення Папства» українською мовою, авторства Лукаса Кранаха, на заказ для Мартіна Лютера. Назва: «Цілування ніг Папи Римського». Німецькі селяни реагують на папську буллу Папи Павла ІІІ. Підпис: «Не лякай нас, Папо, своєю забороною, не будь таким лютим чоловіком. Інакше ми розвернемося і покажемо вам наші зади».

Туалетний гумор, гумор про горщик або скатологічний гумор — різновид непристойного гумору, пов’язаного з дефекацією (включно з діареєю та запорами), сечовипусканням і здуттям і, меншою мірою, з блювотою та іншими функціями організму.
Туалетний гумор зазвичай є інтересом малюків та молодших дітей, для яких культурні табу, пов'язані з визнанням виділення відходів, все ще мають певну новизну. Гумор виникає через неприйняття таких табу і є частиною сучасної культури.

## Музика
Туалетний гумор іноді зустрічається в піснях і римах, особливо в шкільних піснях. Приклади цього можна знайти у Моцарта, а також у варіантах німецької народної шкільної пісні, відомої як Scheiße-Lied («Говняна пісня») яка вказана в німецькому Volksliederarchiv. Дитячий іспанський музичний дует Enrique y Ana створив пісню під назвою «Caca Culo Pedo Pis», що дослівно перекладається як «Какашка Задниця Пук Пісь».
Американський музикант Метт Фарлі відомий тим, що написав і виконав безліч пісень, пов’язаних із сечею, фекаліями, блювотою та різними іншими рідинами організму під псевдонімом The Toilet Bowl Cleaners («Засоби для чищення унітазу»), включаючи одну з його найпопулярніших пісень під назвою Poop in My Fingernails («Какашки під моїми нігтями»). У Фарлі є ще один псевдонім The Odd Man Who Sings About Poop, Puke, and Pee («Дивак, який співає про какашки, блювоту та сечу») . Багато його пісень — це просто ім'я людини, яке чергується зі словом «какашка». В нього також є пісня I Need a Lot of Toilet Paper to Clean the Poop in My Butt («Мені потрібно багато туалетного паперу, щоб вичистити какашки в моїй дупі»).
Детройтський репер Емінем використовує грубий гумор у своїй дискографії. Його найвідоміший приклад туалетного гумору був представлений в альбомі Revival 2017 року, де він читає реп «Your booty is heavy duty, like diarrhea» («Твоя задниця така ж міцна як діарея»), рядок, який отримав численні нарікання з боку критиків. Los Angeles Times коментує: «Якби Ганнібал Лектер міг записати реп-альбом, це був би саме Revival. Блискучий, зловісний, скатологічний і кошмар всіх батьків».

## Виступи
Пол Олдфілд, який виступав під псевдонімом Mr. Methane, виконав сценічний акт, який включав пукання під музичні ноти. Жозеф Пюжоль, який виступав під псевдонімом Le Pétomane (французьке означає «пердежний маніяк»), виконав подібний сценічний номер для сцени паризького мюзик-холу.
Американський комедійний дует Тім і Ерік створив численні комедійні скетчі, засновані на туалетному гуморі. Наприклад, вони зробили підроблені рекламні ролики для неіснуючих продуктів, таких як «Poop Tube» (пристрій, який дозволяє людям випускати зріджені фекалії в пісуар, стоячи), «fla'Hat» (капелюх, з'єднується з анусом власника і розширюється при здутті), і «D-Pants» (нижня білизна, винайдена «Діа Ріха-Джонсом», яка фіксує «неконтрольовану діарею»).
У серіалі «Південний парк» канадський комедійний дует Терранс і Філіп відомі своїм туалетним гумором і часто комедійно використовують своє здуття, наприклад, у пісні «Unclefucker».
Англійський актор Едріан Едмондсон, який з’являвся в багатьох шоу, де використовувався туалетний гумор, сказав: «Туалетний гумор схожий на джаз: усі мають уявлення, що це таке, і більшості він не подобається. Але ті, кому він подобається, захоплені ним і люблять його до самої смерті».

## Книги
У 1929 році комік Чарльз «Шик» Сейл опублікував невелику книжку «Спеціаліст», яка мала великий «підпільний» успіх. Вона була присвячена продажам вбиралень, вихваляючи переваги того чи іншого виду та маркуючи їх «технічними» термінами, такими як «одномісні», «двомісні» і т.д. Було продано понад мільйон примірників. У 1931 році його монолог «Я спеціаліст» став хітом у виконанні Френка Круміта (музика Нельса Біттермана). Як зазначено на «Стіні слави», термін «Chic Sale» («Шикарний розпродаж») став сільським сленговим синонімом для вбиралень, привласнення імені пана Сейла, яке він особисто вважав невдалим.
Нещодавно одна з найпопулярніших книжок про дефекацію, діарею та нещасні випадки в туалетах написана відвертим лікарем Джейн Вілсон-Ховарт, посібник, який починався як Shitting Pretty («Срати гарненько»), а потім був перезапущений як How to Shit around the World («Як срати по всьому світу»).
Російський літературний сатирик Володимир Войнович використовував туалетний гумор, щоб критикувати продовольчу політику в Радянському Союзі. Його роман «Москва 2042» (1987) зображує негативну утопію, в якій вигаданий комуністичний уряд переробляє фекалії, щоб створити їжу для простих громадян, поки потужні люди їдять нормальну їжу. У попередньому романі Войновича «Життя і неймовірні пригоди солдата Івана Чонкіна» (1969/1975) фермер експериментує з сечею та фекаліями і варить горілку з екскрементів.
Серія дитячих книг «Капітан Підштаники» часто використовує туалетний гумор. «Доктор Дайпер», «Біонічний Бугер Бой» і «Професор Піппі Пі-Пі-Пі-Пупіпентс» є одними з лиходіїв серіалу.

## Відеоігри
Гра Conker's Bad Fur Day, сумнозвісна своїм підлітковим гумором, містить велику кількість скатологічних жартів. Однією з визначних територій є «Гора какашок», і деякі місії в ній передбачають змусити корів випити проносний сливовий сік, щоб отримати «какашки», або битися з Великим Могутнім Какашкою, гігантською купою фекалій, що співає в опері, як з босом. Згодом головний герой гри також має напад сечовипускання після того, як випив багато пива та напився.
Туалетний гумор також є універсальним у франшизі Metal Gear. Солід Снейк може захистити себе від нападів вовків, якщо один з них помочиться на нього. У Metal Gear Solid 2: Sons of Liberty Солід Снейк може помітити солдатів, які кілька разів справляють нужду, а також підставитися під них. У Metal Gear Rising: Revengeance Райдену наказано, що для того, щоб скористатися терміналом, йому спочатку потрібно «зробити DOOMP», що є абревіатурою від «Digital-optical output mounted proxy» (цифро-оптичний вихід, встановлений на проксі).
Характерною рисою Варіо з однойменної франшизи є потужний напад здуття живота, який широко використовується в його появі в Super Smash Bros.

## Нотатки
1. ↑  Латинською мовою: «Hic oscula pedibus papae figuntur».
2. ↑  Німецькою мовою: «Nicht Bapst: nicht schreck uns mit deim ban, Und sey nicht so zorniger man. Wir thun sonst ein gegen wehre, Und zeigen dirs Bel vedere».
3. ↑  Буквально українською «Доктор Підгузник».
4. ↑  Буквально українською «Біонічний хлопчик-козявка».
5. ↑  Буквально українською «Професор Піппі Пі-Пі-Пі-Обкакані штани».
6. ↑  Гра слів з англійським виразом «take a dump» («посрати»).